# Ioan Viorel Ganea
Ioan Viorel „Vio“ Ganea (* 10. August 1973 in Făgăraș, Kreis Brașov) ist ein ehemaliger rumänischer Fußballspieler und heutiger -trainer.

## Karriere

### Im Verein
Ganea kam im Jahr 1994 beim FC Brașov zu seinen ersten Einsätzen in der höchsten rumänischen Spielklasse. Nach seinem Weggang im Jahr 1996 spielte er in Rumänien bis zum Abschluss der Saison 1998/99 noch für die drei Klubs Universitatea Craiova, Gloria Bistrița und Rapid Bukarest. Den zuletzt genannten Klub führte er ab Januar 1999 mit insgesamt elf Treffern zum Gewinn der Meisterschaft und schloss die gesamte Spielzeit mit 28 Toren ab – damit war er Torschützenkönig in der ersten rumänischen Liga.
Er wechselte daraufhin in die deutsche Fußball-Bundesliga zum VfB Stuttgart, wo er sich aber nie dauerhaft in die Stammformation befördern konnte. Dessen ungeachtet war er unter dem damaligen Trainer Felix Magath vor allem in der Saison 2002/03 als „Joker“ erfolgreich und hatte maßgeblichen Anteil an dem Gewinn der Vizemeisterschaft und somit der direkten Qualifikation zur Champions League. Ungeachtet der Perspektive, in der „Königsklasse“ des europäischen Vereinsfußballs spielen zu können, wechselte er ablösefrei zum türkischen Klub Bursaspor, wohin ihn sein ehemaliger Mitspieler Gheorghe Hagi als Trainer gelockt hatte. Sein Engagement in der Türkei war nur von kurzer Dauer und so wechselte er schon nach einem halben Jahr zu den Wolverhampton Wanderers in die Premier League.
Trotz dreier Tore gegen den späteren Meister FC Arsenal, dazu Leeds United und Newcastle United musste Ganea mit den „Wolves“ den Abstieg in die zweitklassige Football League Championship hinnehmen. In den folgenden zwei Jahren hatte er mit Verletzungsproblemen zu kämpfen und nach dem Ende der Vertragslaufzeit kehrte er im Juli 2006 nach Rumänien zurück. Er unterzeichnete bei Dinamo Bukarest einen Einjahresvertrag, wechselte aber bereits nach einem halben Jahr zum Rivalen Rapid Bukarest, wo ihm ein Jahresgehalt in Höhe von 350.000 Euro pro Spielzeit und eine Laufzeit bis zum Ende der Saison 2008/09 geboten wurde. Trotz dieser Aussicht auf den Millionenverdienst zog er bereits im Juni 2007 weiter zum FCU Politehnica Timișoara.
Im August 2007 wurde Ganea von vier Polizisten beim Spiel seines Vereins in Timișoara gegen Rapid Bukarest vom Platz abgeführt. Er hatte den Schiedsrichterassistenten gewürgt, nachdem dieser ein Foul des Stürmers angezeigt hatte. Der rumänische Verband sperrte Ganea daraufhin für 22 Spiele und belegte ihn mit einer Strafe von umgerechnet 4.400 €. Faktisch wurde damit seine Karriere beendet; sein letztes Vereinsspiel absolvierte er am 7. Mai 2008.
Im Sommer 2009 trat er in den Führungsstab von Dinamo Bukarest als Sportdirektor ein. Nach der Entlassung des Cheftrainers Dario Bonetti wurde Ganea am 6. November 2009 zum Co-Trainer von Cornel Țălnar ernannt. Im Sommer 2010 übernahm er zunächst die Nachfolge von Costel Orac als Trainer der zweiten Mannschaft von Dinamo Bukarest, die in die Liga III abgestiegen war, und wurde im Herbst 2010 Trainer der A-Jugendmannschaft des Vereins, mit der er sich für das Halbfinale der rumänischen Meisterschaft qualifizierte.
Im Februar 2011 ließ er sich von den Verantwortlichen des Viertligisten FC Lindab Ștefănești davon überzeugen, den Verein in der Rückrunde der Saison 2010/11 als Spieler zu verstärken. Er gab sein Debüt am 13. März 2011 beim Heimspiel gegen Inter Voluntari und erzielte dabei drei der 15 Tore seiner Mannschaft. Während der Rückrunde übernahm Ganea auch das Traineramt und schaffte mit dem FC Lindab Ștefănești zum Saisonende den Aufstieg in die Liga III. Seinen Vertrag bei Dinamo löste er zum 1. Juli 2011 auf.

### Nationalmannschaft
Ganea feierte am 3. März 1999 gegen Estland seinen Einstand in der rumänischen A-Nationalmannschaft und erzielte beide Treffer zum 2:0-Sieg. Einen Karrierehöhepunkt erlebte er bei der EM 2000 in Belgien und den Niederlanden, als er durch einen verwandelten Elfmeter in der 90. Minute das englische Auswahlteam aus dem Turnier warf und Rumänien ins Viertelfinale brachte. Insgesamt schoss Ganea zwischen 1999 und 2006 in 45 Länderspielen 19 Tore.

## Erfolge

### Als Spieler
Rapid Bukarest
- Rumänischer Meister: 1999

Dinamo Bukarest
- Rumänischer Meister: 2007

VfB Stuttgart
- Deutscher Vizemeister: 2003
- UEFA-Intertoto-Cup-Sieger: 2000, 2002

### Auszeichnungen
- Torschützenkönig der Liga 1: 1999 (28 Tore)